# Maksim Sokolov
Maksim Anatol'evič Sokolov (in russo Макси́м Анато́льевич Соколо́в?; Leningrado, 27 maggio 1972) è un ex hockeista su ghiaccio russo.

## Palmarès

### Mondiali
- 2 medaglie:
  - 1 argento (Svezia 2002)
  - 1 bronzo (Austria 2005)